# 暗黑破坏神III：夺魂之镰
《暗黑破坏神III：夺魂之镰》是暴雪娛樂發行動作角色扮演遊戲《暗黑破坏神III》的第一個官方資料片，已在2014年3月25日發佈。中国大陆则在2015年5月27日上线该资料片。
此遊戲可在Windows系統、Mac OS X、Xbox 360、Xbox One、Playstation 3和PlayStation 4執行。
本資料片將新增冒險模式、懸賞任務、涅法雷姆祕境、第三工匠-靈喻師，而Xbox One、PS4版本《暗黑破壞神3：終極邪惡版》，將有別於PC/Mac版的功能，如：玩家郵件、玩家禮物、終極獵殺。同時新增職業-聖教軍，前進第五章節-從衛斯馬屈的蜿蜒巷弄到混沌界要塞的古老牆垣。

## 外部連結
- 官方网站